# Capitalizare de piață

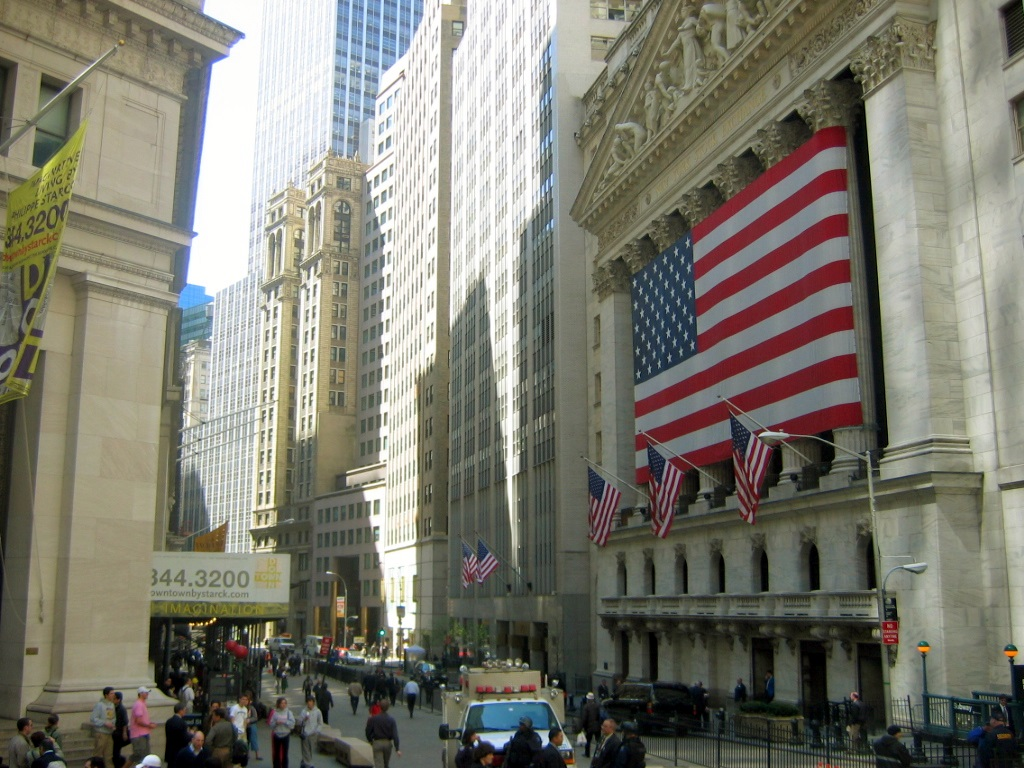
Bursa de Valori din New York pe Wall Street, cea mai mare bursă din lume în ceea ce privește capitalizarea totală a piețelor societăților cotate la bursă

Capitalizarea de piață a unei companii reprezintă valoarea absolută a unei companii, egală cu valoarea unei acțiuni a acelei companii înmulțită cu numărul de acțiuni. La nivel mondial, capitalizarea de piață a companiilor listate era în martie 2007 de 51.225 trilioane de dolari americani. Cea mai mare companie din lume este, în mod discutabil, ExxonMobil, listată pe New York Stock Exchange, compania petrolieră având o capitalizare de aproximativ 500 miliarde $. Însă prima companie de peste 1 trilion de dolari este PetroChina, care la debutul de pe Shanghai Stock Exchange, și-a triplat valoarea. Totuși, valoarea acțiunilor PetroChina de pe New York Stock Exchange conferă acestei o capitalizare de doar 325 miliarde $.